# Fibiș

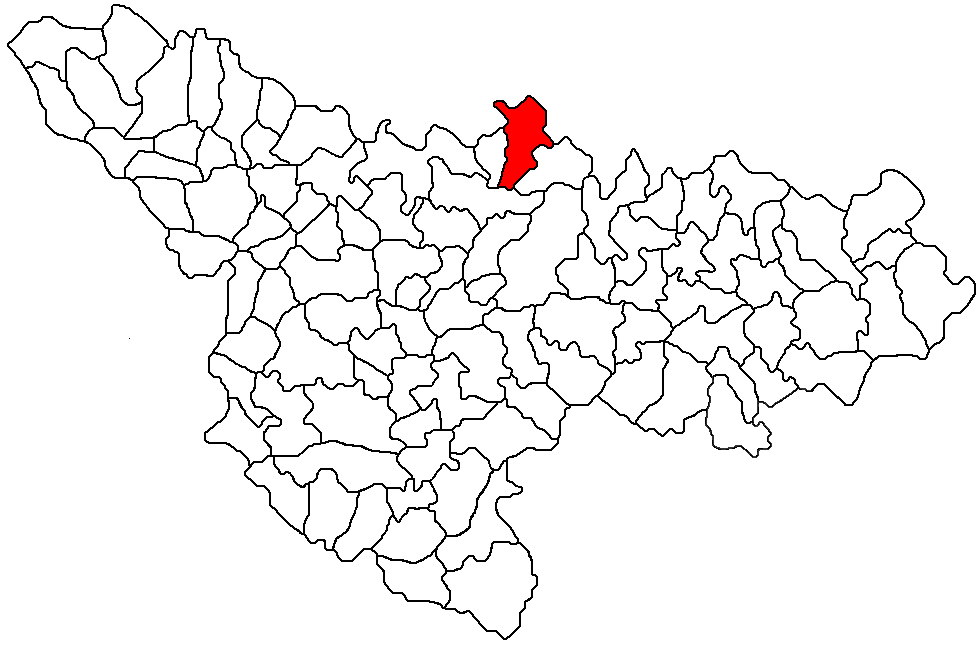
Lage von Fibiș im Kreis Timiș

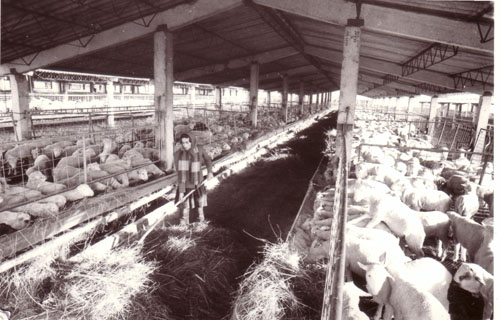
Schafzucht in Fibiș

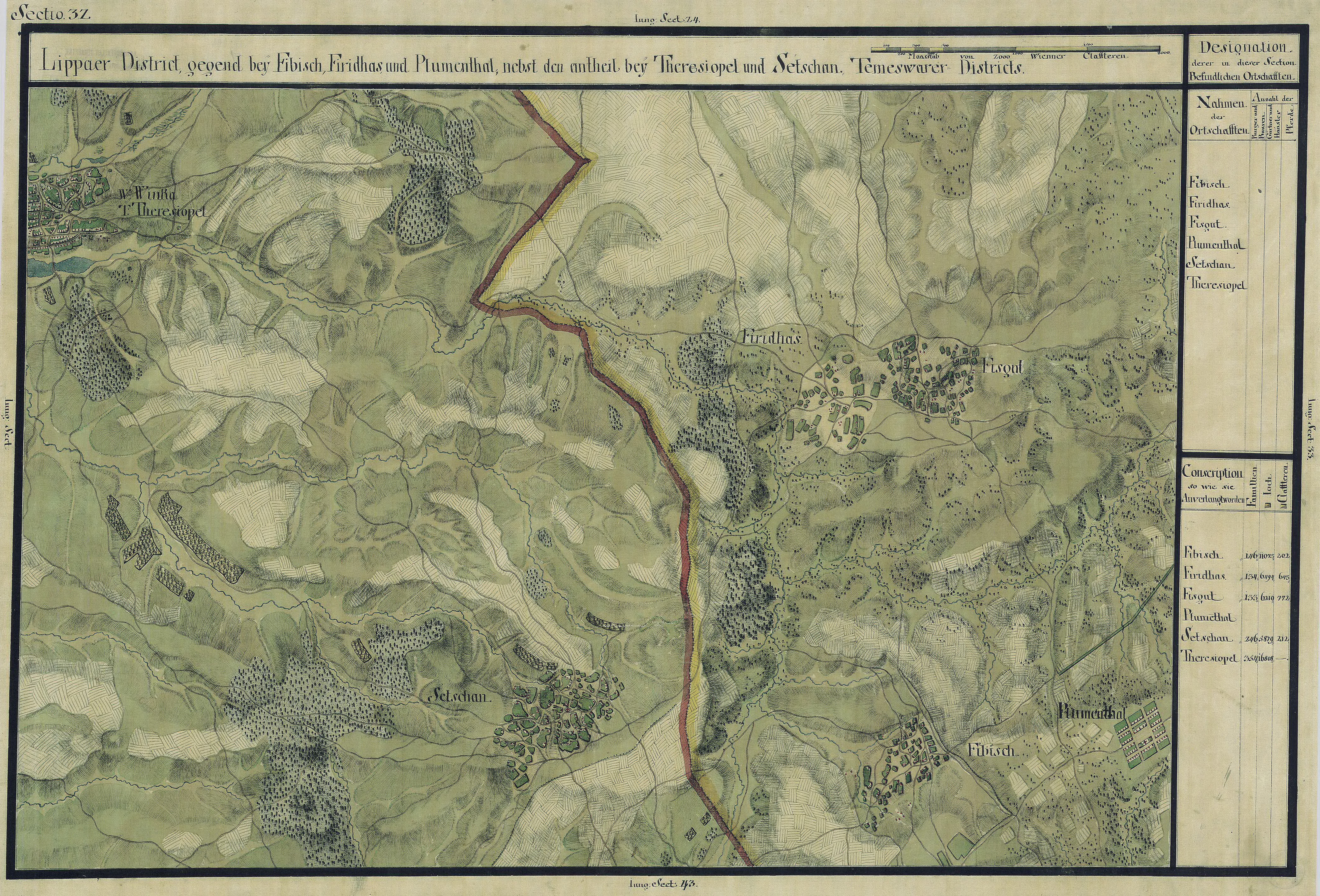
Josefinische Landesaufnahme (1769–1772)

Fibiș (deutsch Fibisch, ungarisch Temesfüves) ist eine Gemeinde im Kreis Timiș, in der Region Banat, im Südwesten Rumäniens.

## Geografische Lage
Fibiș liegt im Norden des Kreises Timiș, etwa 30 Kilometer nordöstlich von Timișoara, dicht an der Grenze zum Kreis Arad. Durch den Ort führt die Kreisstraße DJ 691 Timișoara – Lipova.

## Nachbarorte
| Șagu      | Fiscut                                      | Mașloc       |
| Orțișoara | Kompassrose, die auf Nachbargemeinden zeigt | Remetea Mică |
| Pișchia   | Bencecu de Jos                              | Salciua Nouă |

## Etymologie
Der Ort Fives wurde 1234 urkundlich erstmals erwähnt. 1446 erscheint in den Urkunden die Bezeichnung Fyes und später Füves im Arader Distrikt. 1717 ist Fibesh mit 20 Häusern in der Josefinischen Landaufnahme vermerkt.

## Geschichte
Fibiş ist eine Ortschaft mit gemischter Bevölkerung. Die ersten Bewohner waren Rumänen. Die ersten Deutschen ließen sich um das Jahr 1800 hier nieder. Etwa zur selben Zeit wurden auch Ungarn angesiedelt. 1815 gehörte die Ortschaft dem Grundherren Carol Schwarzenberg. 1845 war die Gemarkung im Besitz des Grafen von Hodoș und Chizdia, George Sina.
Fibiș war bis 1967 eine selbständige Gemeinde. Infolge der Verwaltungsreform von 1967 wurde Fibiș zu einem Dorf umfunktioniert und der Verwaltung der Gemeinde Mașloc zugeteilt. 2004 kam es dann aufgrund des Gesetzes 84/2004 durch Trennung von Mașloc zur Neugründung der Gemeinde Fibiș.
Im Jahr 1777 wurde eine konfessionelle Rumänisch-Orthodoxe Schule in Fibiș attestiert. Die katholische Kirche der Gemeinde Fibiș wurde 1901 gebaut und 2001 renoviert. 2008 wurde die Kirche neu ausgemalt, die Bänke gestrichen und am 8. September 2008 wieder eingeweiht. Hier befindet sich die älteste Orgel von Franz Anton Wälter, erbaut 1793.
Am 4. Juni 1920 wurde das Banat infolge des Vertrags von Trianon dreigeteilt. Der größte, östliche Teil, zu dem auch Fibisch gehörte, fiel an Rumänien.
Infolge des Waffen-SS Abkommens vom 12. Mai 1943 zwischen der Antonescu-Regierung und Hitler-Deutschland wurden alle deutschstämmigen wehrpflichtigen Männer in die deutsche Armee eingezogen.
Noch vor Kriegsende, im Januar 1945, fand die Deportation aller volksdeutschen Frauen zwischen 18 und 30 Jahren und Männer im Alter von 16 bis 45 Jahren zur Aufbauarbeit in die Sowjetunion verschleppt statt. Das Bodenreformgesetz vom 23. März 1945, das die Enteignung der deutschen Bauern in Rumänien vorsah, entzog der ländlichen Bevölkerung die Lebensgrundlage.

## Demografie
| 1880 | 2305 | 1384 | 325 | 587 | 9                 |
| 1910 | 2346 | 1354 | 332 | 649 | 11                |
| 1930 | 2161 | 1417 | 343 | 389 | 12                |
| 1977 | 1976 | 1610 | 195 | 150 | 21                |
| 2002 | 1678 | 1543 | 99  | 8   | 28                |
| 2011 | 1590 | 1461 | 56  | -   | 73 (15 Ukrainer)  |
| 2021 | 1795 | 1651 | 38  | 3   | 103 (17 Ukrainer) |